# Beaumont-en-Auge
Beaumont-en-Auge település Franciaországban, Calvados megyében. Lakosainak száma 387 fő (2022. január 1.). Beaumont-en-Auge Bourgeauville, Clarbec, Drubec, Glanville, Reux, Saint-Étienne-la-Thillaye és Valsemé községekkel határos.

## Népesség
A település népességének változása:
| Lakosok száma | 469  | 397  | 472  | 464  | 427  | 413  | 400  | 405  | 409  | 387  |
|               | 1968 | 1982 | 1990 | 2006 | 2013 | 2015 | 2017 | 2019 | 2020 | 2022 |